# Morgan le Fay
 "Fatamorgana" omdirigeres hertil. For andre betydninger af Fatamorgana, se Fatamorgana (flertydig).
Morgan le Fay (italiensk Fata Morgana, dansk Feen Morgana, også Morgaine, Morgane, Morgana) er Kong Arthurs halvsøster og modstander. Ofte beskrevet som en heks og/eller healer. Tilnavnet le Fay betyder feen.
Ved at stjæle skeden til sværdet Excalibur er hun skyld i at Kong Arthur bliver dødeligt såret i sin kamp mod Mordred.
Somme tider forveksles hun med søsteren Morgause, der er Mordreds moder.
Morgan er en af de tre kvinder, der sejler den døende Arthur til Avalon, den hellige ø. Hun er formodentlig afledt af en gammel keltisk modergudinde, Modron der ofte optrådte som tre kvinder på samme tid. Den samme gudinde, der optræder som Damen i søen.
Kristne munke, der ikke brød sig om kvindelige eller hedenske healere, gjorde hende til en farligere figur ved bevidst at blande hende sammen med krigsgudinden Morrigan.
Fatamorgana (synsbedrag eller hallucination) har navn efter hende. Ofte er fatamorgana en utydelig luftspejling, som misforståes.
Andre mener at Morgana var kong Uthers myndling, og derfor boede på slottet med ham og Arthur.
De samme mener også at hun skulle have besidet magi.